# ELODIE-Spektrograph
ELODIE war ein Echelle-Spektrograph installiert am 1,93-m-Spiegelteleskop des Observatoire de Haute-Provence im Südosten Frankreichs für die Durchmusterung des Extrasolar Planet Search.
Seine optische Instrumentierung wurde von André Baranne vom Observatoire de Marseille entwickelt. Ziel dieses Spektrographen war die Entdeckung extrasolarer Planeten durch Radialgeschwindigkeits-Methode. Zusätzlich wurde ELODIE auch für das M-Dwarf Programm genutzt.
ELODIEs erstes Licht erlangte man im Jahr 1993. Nach 13 Jahren wurde es dann im August 2006 außer Dienst gestellt und durch den Spektrographen SOPHIE, ein neues Instrument vom selben Typ aber mit verbesserten Eigenschaften, schon einen Monat später im September 2006 ersetzt.

## Eigenschaften
Das elektromagnetische Spektrum wurde durch ELODIE im Wellenlängenbereich von 389,5 nm bis 681,5 nm in einer Einzelaufnahme in 67 spektrale Beugungsordnungen aufgeteilt. Das Instrument befand sich in einem temperaturgeregelten Raum und wurde durch Glasfasern aus dem Cassegrain-Fokus des Teleskops mit Licht beschickt.
Eines der einzigartigen Eigenschaften ELODIEs war die integrierte Datenreduktion, die eine sofortige, extrem genaue Messung der Radialgeschwindigkeit von hinunter bis zu Δv = ±7 m/s der untersuchten Objekte erlaubte durch Kreuzkorrelation mittels einer numerischen Blende.
Über 34.000 Spektren wurden mithilfe von ELODIE erlangt, über 20.000 davon öffentlich über ein Online-Archiv verfügbar. Der Spektrograph war Produkt der Zusammenarbeit des Observatoire de Haute-Provence, der Sternwarte Genf und des Observatoire de Marseille. 
Eine Veröffentlichung, die das Instrument beschrieb, erschien in Astronomy and Astrophysics.

## Planeten entdeckt mit ELODIE
Der erste extrasolare Planet wurde im Jahr 1995 mithilfe dieses Instruments um den sonnenähnlichen Stern 51 Pegasi b, insgesamt über zwanzig solcher Planeten mittels ELODIE entdeckt. Neben der Radialgeschwindigkeitsmethode konnten mit ELODIE auch durch die Transit-Methode Planeten entdeckt werden.

## Weiteres
- Liste von Exoplaneten
- CORALIE-Spektrograph war ein baugleiches Instrument für die Durchmusterung. Survey for Southern Extra-solar Planets.